# New England Wild Flower Society

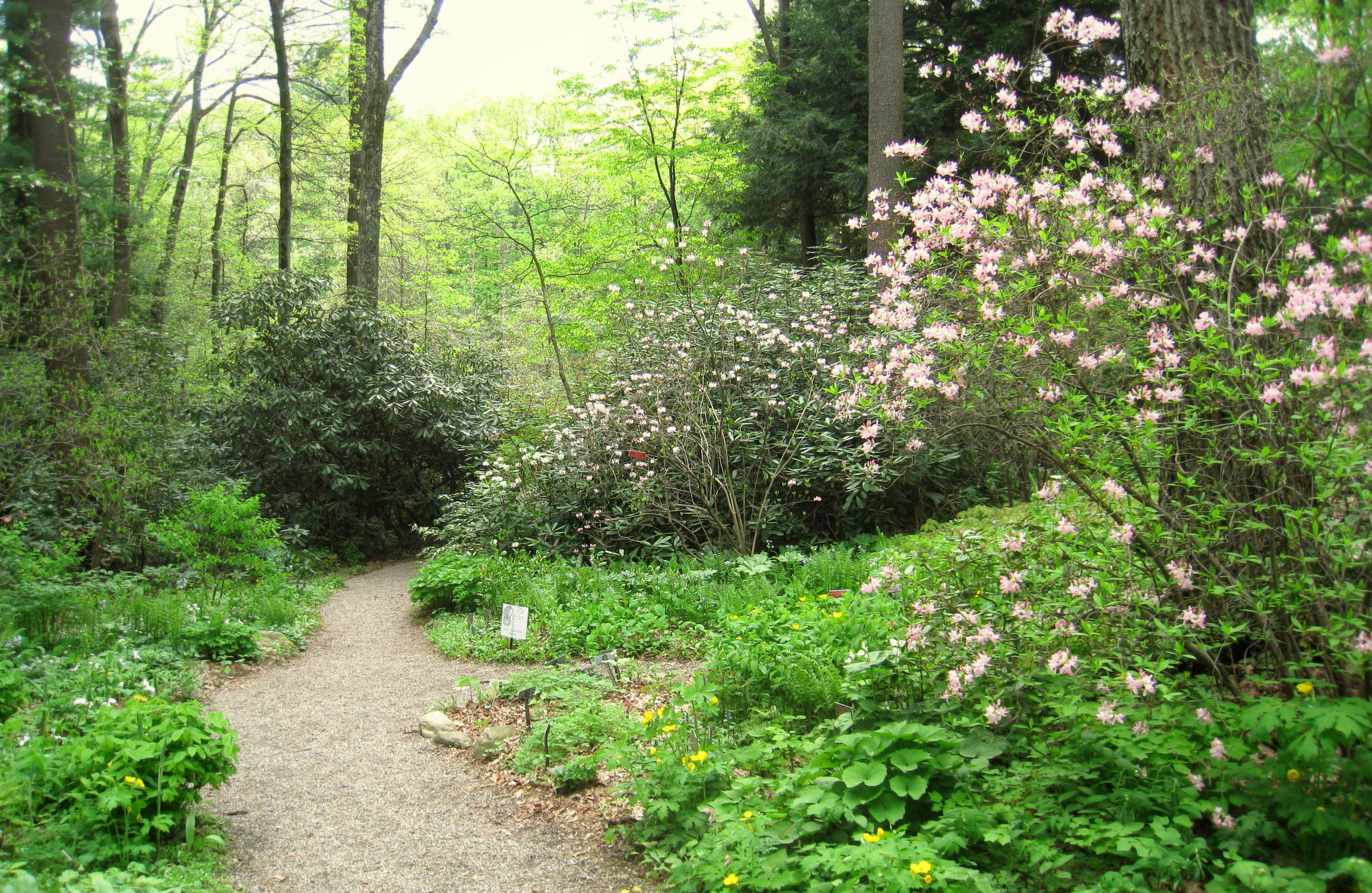
Vista del Garden in the Woods

Vorganización conservacionista más antigua de la nación. Dedicada a la preservación de las plantas nativas, la Sociedad administra el Garden in the Woods, un jardín botánico de plantas nativas, tiene su sede en Framingham, Massachusetts. También ofrece numerosos cursos cuyos temas son la conservación y la horticultura de las plantas nativas, dirige un "conservation corps" (vijilantes conservacionistas) cuerpo de voluntarios a todo lo largo de New England, administra varios santuarios de plantas nativas, y ofrece a la venta al público plantas nativas cultivadas en sus dos viveros.